# Kanton La Bassée
La Bassée (Nederlands: Basse) is een voormalig kanton van het Franse Noorderdepartement. Het kanton maakte deel uit van het arrondissement Rijsel. In 2015 is dit kanton opgegaan in het nieuw gevormde kanton Annœullin.

## Gemeenten
Het kanton La Bassée omvatte de volgende gemeenten:
- Aubers
- La Bassée (hoofdplaats)
- Fournes-en-Weppes
- Fromelles
- Hantay
- Herlies
- Illies
- Marquillies
- Sainghin-en-Weppes
- Salomé
- Wicres